# 埃尔蓬
埃尔蓬（法語：Herpont，法語發音：[ɛʁpɔ̃]）是法国马恩省的一个市镇，位于该省东北部，属于香槟沙隆区。

## 地理
埃尔蓬（48°59'56"N, 4°43'52"E）面积23 平方千米，位于法国大東部大區马恩省，该省份为法国东北部内陆省份，北起阿登省，西北接埃纳省，西南接塞纳-马恩省，南至奥布省，东南接上马恩省，东临默兹省。
与埃尔蓬接壤的市镇（或旧市镇、城区）包括：欧沃、当皮埃尔堡、多马坦-瓦里蒙、穆瓦夫尔、普瓦、拉普塞库尔、欧沃河畔圣马尔、索姆韦勒、索姆耶夫尔。

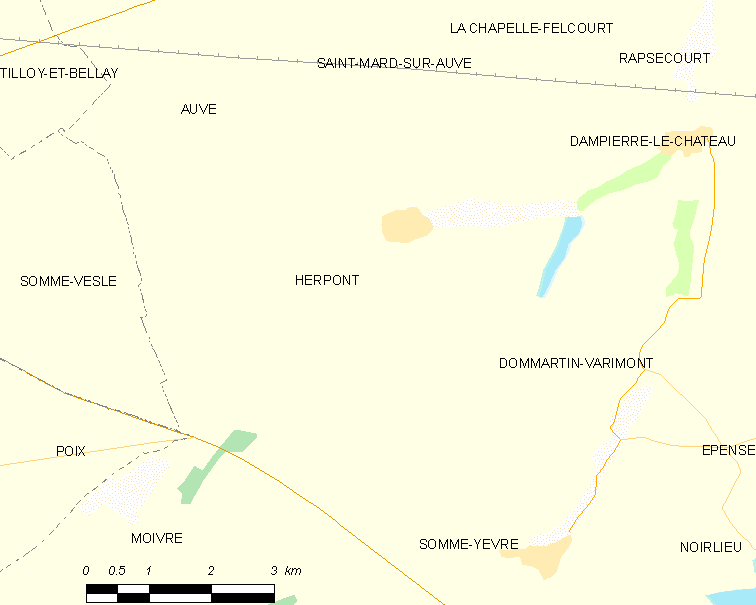
埃尔蓬的OSM定位图

埃尔蓬的时区为UTC+01:00、UTC+02:00（夏令时）。

## 行政
埃尔蓬的邮政编码为51460，INSEE市镇编码为51292。

## 政治
埃尔蓬所属的省级选区为阿戈讷-叙普-韦勒县。

## 人口

1962-2008年间埃尔蓬人口变化图示

埃尔蓬于2022年1月1日时的人口数量为122人。